# Queensland Reds
Queensland Reds, en español Rojos de Queensland, conocidos como Reds, es un equipo profesional de rugby ubicado en la ciudad de Brisbane, en Australia que compite en el Super Rugby, el principal campeonato de selecciones provinciales del hemisferio sur, en representación del estado de Queensland. Fue campeón del Super Rugby 2011 y semifinalista en 1996, 1999 y 2001. Su nombre en castellano significa "Los Rojos".

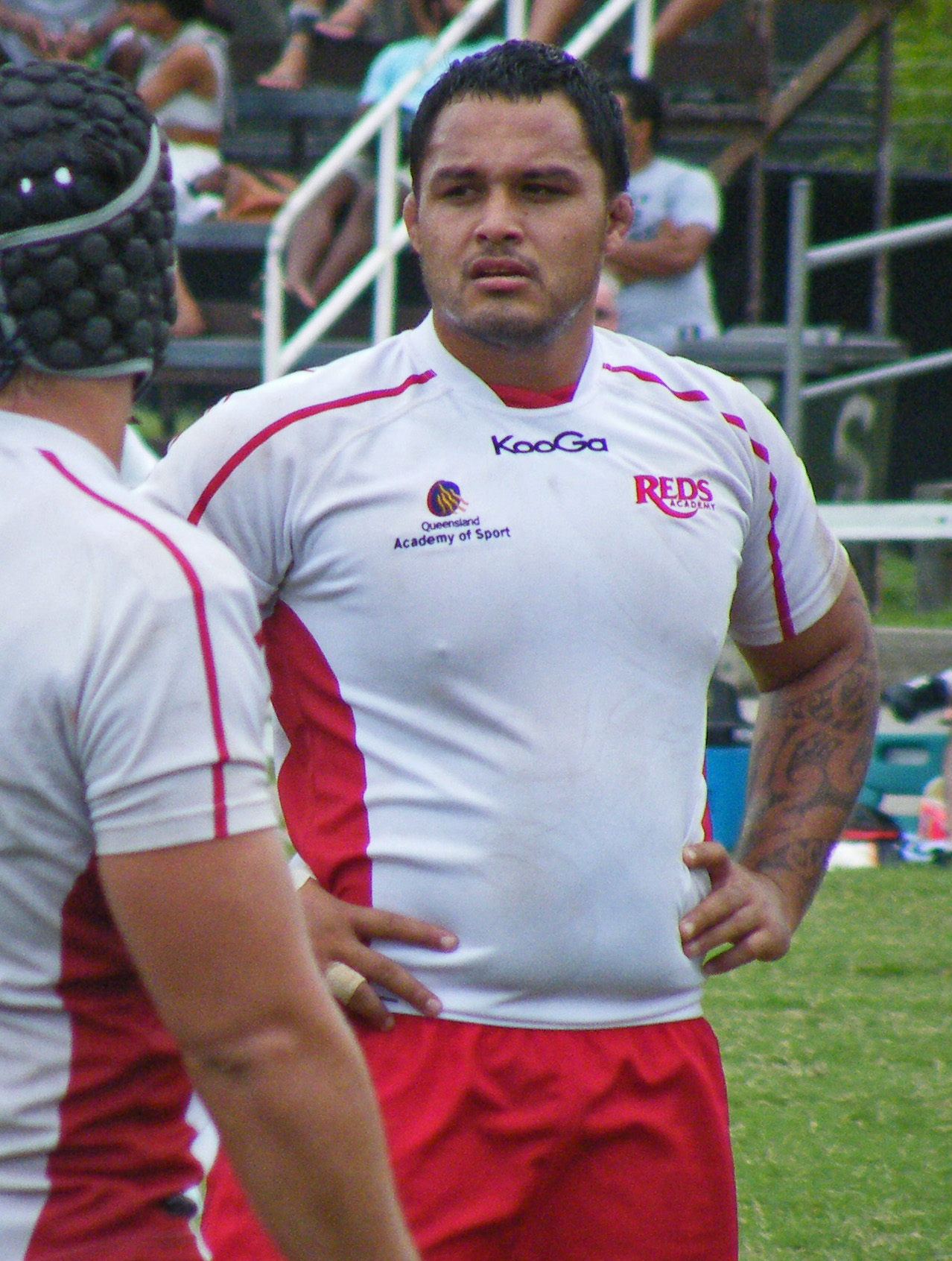
Dayna Edwards, jugador de los Reds

El equipo jugaba originalmente en el Estadio Ballymore, y en 2005 pasó a utilizar el Estadio Suncorp. Su vestimenta es roja con vivos blancos, y su mascota es el koala, un animal nativo de Australia.
La selección de rugby de Queensland jugó contra la de Nueva Gales del Sur por primera vez en 1883. Dicho equipo se formó en distintos períodos del siglo XX, y jugó en varios campeonatos amateurs. Con el pasaje al profesionalismo del rugby en 1995, Queensland se unió al Super Rugby en la temporada inaugural en 1996 con la franquicia de los Reds.
Algunos de los jugadores más destacados en la historia de los Reds han sido Quade Cooper, David Croft, John Eales, Elton Flatley, Will Genia, Sean Hardman, James Horwill, Chris Latham, Nathan Sharpe y Ben Tune.

## Palmarés
Super Rugby
- - Campeón (1): 2011
  - Conferencia Australiana (2): 2011 y 2012.
  - Súper Rugby Australia (1): 2021
- Súper 10 (2): 1994, 1995
- Súper 6 (1): 1992
- Ricoh Cup National Championship (1): 2000